# Anghel Saligny

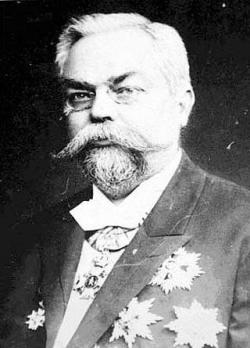
Anghel Saligny

Anghel Saligny (pronunciació en romanès: [ˈaŋɡel saˈliɲi]; Șerbănești, Moldàvia, 19 d'abril de 1854 - Bucarest, Romania, 17 de juny de 1925) va ser un enginyer romanès, conegut pel fet d'haver dissenyat el pont ferroviari Fetești-Cernavodă (1895) sobre el Danubi, el pont més llarg d'Europa en aquell moment. També va dissenyar les instal·lacions d'emmagatzematge del port de Constanța, un dels primers exemples d'arquitectura de formigó armat a Europa.

## Biografia
Saligny va néixer a Șerbănești, comtat de Tecuci (actualment, comtat de Galați). El seu pare, Alfred Saligny, un educador d'ascendència francesa, era immigrant a Moldàvia, procedent de Prússia. Va començar els seus estudis a l'internat fundat pel seu pare a Focșani, després va anar al batxillerat, inicialment també a Focșani i després a Potsdam, Alemanya. Va cursar estudis d'enginyeria a la Royal Technical Higher School de Charlottenburg, i després va contribuir a la construcció de ferrocarrils a Saxònia (Cottbus - Frankfurt an der Oder). Va ser membre fundador de la Societat Politècnica de Bucarest (el precursor de l'actual Universitat Politècnica de Bucarest) i fins i tot va ser nomenat ministre d'Obres Públiques. El 1892, va ser elegit membre de l'Acadèmia Romanesa, i en va ser president entre 1907 i 1910.
El germà d'Angel Saligny, Alfons Oscar Saligny, va ser químic i pedagog que també va ser elegit membre de l'Acadèmia Romanesa.

## Obres

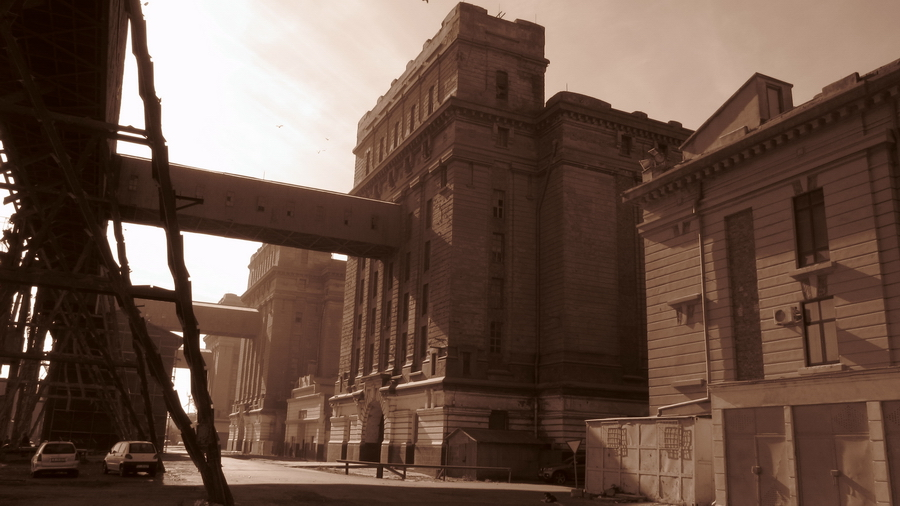
Sitges de Constança

En totes les seves obres (ponts, carreteres, sitges, ports, etc.) s'hi troben elements nous. Alguns d'ells van ser considerats grans avenços tecnològics en aquell moment.
Saligny va dibuixar els plànols del ferrocarril Adjud – Târgu Ocna, que incloïa els primers ponts d'ús mixt (ferrocarrils i autopistes) a Romania (1881–1882). També va participar en la construcció de nombrosos altres ponts metàl·lics, com el de Cosmești sobre el riu Siret, que mesurava 430 m de longitud.
Entre 1884 i 1889, Saligny va projectar i construir les primeres sitges del món fetes de formigó armat, que es conserven avui a Constanţa, Brăila, i Galați. Al port de Constanța va dissenyar una piscina especial per permetre l'exportació de petroli i dues sitges per a l'exportació de gra.

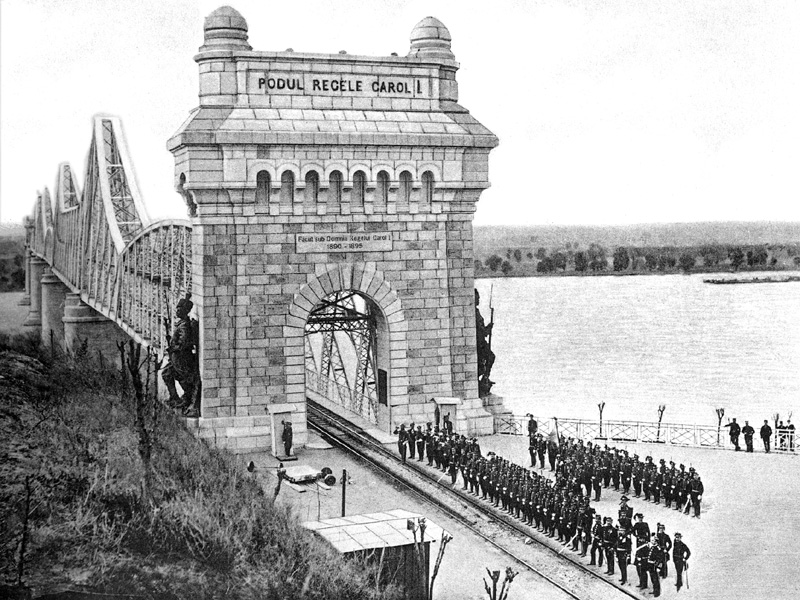
Pont rei Carol I en la seva inauguració

L'obra més important de Saligny va ser el pont del rei Carol I sobre el Danubi a Cernavodă. Tot i que el govern romanès havia fet una oferta pública per a l'aixecament d'un pont en aquest lloc, es va trobar que tots els projectes eren insuficients i posteriorment es van rebutjar. Tenint en compte l'experiència prèvia de Saligny, el govern romanès el va contractar i li va donar la descoratjadora (aleshores) tasca d'elaborar els plans de la nova estructura. Les obres de construcció del pont van començar el 26 de novembre de 1890, en presència del rei Carol I de Romania.
El pont té cinc obertures, quatre de 140 m d'amplada, i la central de 190 m. Per permetre el pas dels vaixells per sota del pont, es va aixecar 30 m sobre l'aigua. La prova de resistència es va fer el dia oficial de la inauguració, quan un comboi de locomotores hi circulava a 85 km/h. El pont de Cernavodă mesura 4.037 m de llarg, amb 1.662 m sobre el Danubi i 920 m sobre el braç Borcea. En aquell moment, era el pont més llarg d'Europa i el segon pont més llarg del món. L'estructura era famosa per la seva època, competint amb les obres d'enginyeria de Gustave Eiffel a França: el viaducte de Garabit i la Torre Eiffel a París.